# Ervin Hoxha
Ervin Hoxha (Tirana, 13 ottobre 1978) è un poliziotto e politico albanese, Ministro dell'interno dal 30 luglio 2024.

## Biografia
È nato a Tirana il 13 ottobre 1978. Ha completato gli studi secondari presso la Scuola tecnica di formazione dei sottufficiali di Balıkesir, proseguendo gli studi presso la Scuola ufficiali dell'Esercito tedesco di Dresda. Nel 2006 si è laureato presso la Facoltà di Scienze sociali dell'Università di Tirana, completando gli studi post-laurea presso l'Università della Polizia tedesca a Münster, dove ha conseguito un master in pubblica amministrazione e gestione della polizia.
Ha ricoperto diversi incarichi all'interno della Polizia di Stato albanese, tra cui direttore delle relazioni internazionali, capo dell'unità nazionale Europol, direttore della polizia stradale e direttore della direzione per la protezione dei testimoni e per la cooperazione giudiziaria.
Dal 30 luglio 2024 è Ministro dell'interno nel terzo governo di Edi Rama.

## Vita privata
È sposato e ha due figli. Oltre alla sua lingua madre, ha una conoscenza approfondita di inglese, tedesco e turco.